# Internet Inter Orb Protocol
IIOP staat voor Internet Inter-ORB protocol. Dit is het protocol dat binnen CORBA (Common Object Request Broker Architecture) is gedefinieerd voor de communicatie tussen Object Request Broker software op verschillende computers. Door gebruik te maken van dit protocol kunnen veel van de Object Request Brokers (op verschillende platforms en ontwikkeld in verschillende talen) via een netwerk met elkaar communiceren.